# Langenhardt (Winzer)
Langenhardt ist ein Gemeindeteil des Marktes Winzer im niederbayerischen Landkreis Deggendorf. 

## Lage
Der Weiler Langenhardt liegt etwa 4 Kilometer östlich von Winzer an der Gemeindegrenze zu Iggensbach. 